# Zamarada tullia
Zamarada tullia är en fjärilsart som beskrevs av Charles Oberthür 1913. Zamarada tullia ingår i släktet Zamarada och familjen mätare. Inga underarter finns listade i Catalogue of Life.